# 足立保木間中継局
足立保木間中継局（あだちほきまちゅうけいきょく）は、東京都足立区に設置されたSHFテレビ中継局である。1979年〈昭和54年〉6月に開局し、日本初のSHFテレビ中継局であった。

## 概要
所在地
東京都足立区西保木間4丁目7番1号
足立清掃工場
| 放送局名          | チャンネル | 空中線電力 | ERP  | 放送対象地域 | 放送区域内世帯数 | 廃局日        |
| NHK東京総合テレビ | 不明       | 不明       | 不明 | 関東広域圏   | 不明             | 2000年3月31日 |
| NHK東京教育テレビ | 不明       | 不明       | 不明 | 全国         | 不明             | 2000年3月31日 |
| 日本テレビ        | 71ch       | 0.3W       | 不明 | 関東広域圏   | 不明             | 2000年3月31日 |
| TBSテレビ         | 不明       | 不明       | 不明 | 関東広域圏   | 不明             | 2000年3月31日 |
| フジテレビ        | 不明       | 不明       | 不明 | 関東広域圏   | 不明             | 2000年3月31日 |
| テレビ朝日        | 不明       | 不明       | 不明 | 関東広域圏   | 不明             | 2000年3月31日 |
| テレビ東京        | 不明       | 不明       | 不明 | 関東広域圏   | 不明             | 2000年3月31日 |